# Jungwonsan
Jungwonsan (koreanska: 중원산, Chungwŏn-san) är ett berg i Sydkorea.   Det ligger i provinsen Gyeonggi, i den norra delen av landet, 50 km öster om huvudstaden Seoul. Toppen på Jungwonsan är 800 meter över havet, eller 86 meter över den omgivande terrängen. Bredden vid basen är 1,1 km. Jungwonsan ingår i Jangnaksanmaek.
Terrängen runt Jungwonsan är huvudsakligen kuperad. Runt Jungwonsan är det ganska tätbefolkat, med 100 invånare per kvadratkilometer. Närmaste större samhälle är Yangp'yŏng, 12,5 km sydväst om Jungwonsan. I omgivningarna runt Jungwonsan växer i huvudsak blandskog.